# Juraj Droba
Juraj Droba (* 25. května 1971 Bratislava) je slovenský politik, podnikatel a manažer, v letech 2010 až 2017 poslanec Národní rady SR, od roku 2017 předseda Bratislavského samosprávného kraje (Bratislavský kraj).

## Život
Vystudoval sportovní gymnázium v Bratislavě na ulici Hubeného. Po maturitě zahájil v roce 1989 studium oborů učitelství tělesné výchovy a anglického jazyka na Fakulte telesnej výchovy a športu Univerzity Komenského v Bratislave. Studium úspěšně v roce 1996 dokončil, přičemž během něj absolvoval studijní pobyt na Gentské univerzitě. V letech 1997 až 2000 studoval víkendový program MBA, který tehdy nabízela Fakulta managementu Univerzity Komenského v Bratislave ve spolupráci s Pittsburghskou univerzitou. Poté ještě v letech 2000 až 2001 studoval politické vědy na Univerzitě George Washingtona, přičemž v USA v roce 2001 absolvoval pracovní stáže.
V letech 1996 až 2002 pracoval pro bratislavskou společnost Omnipublic, s.r.o. V letech 2002 až 2008 poté působil jako ředitel divize vnějších vztahů společnosti T-Mobile Slovensko. Kromě toho Droba podniká; v roce 2007 založil značku Double Cross Vodka a je také spolumajitelem společnosti Droba & Partners s.r.o.

## Politické působení
V roce 2009 stál u založení strany Sloboda a Solidarita, za níž byl ve parlamentních volbách v roce 2010 zvolen členem NR SR, když za stranu kandidoval na 13. místě její kandidátní listiny. V předčasných parlamentních volbách v roce 2012 kandidoval opět na 13. místě kandidátní listiny SaS, získal 6 081 preferenčních hlasů a mandát poslance tak obhájil.
V roce 2012 předložil spolu s Lucií Ďuriš Nicholsonovou a Martinem Poliačikem zákon, který by v zemi umožnil stejnopohlavním párům uzavírat registrované partnerství, zákon ale nebyl přijat. V dubnu 2013 spolu s kolegy Jurajem Miškovem, Danielem Krajcerem, Martinem Chrenem a Jozefem Kollárem SaS opustil a vstoupil do strany NOVA. V evropských volbách v roce 2014 neúspěšně kandidoval na kandidátní listině koalice NOVA, KDS a OKS na funkci poslance Evropského parlamentu. V lednu 2015 Droba spolu s Eugenem Jurzycou opět vstoupil do poslaneckého klubu SaS (nestal se však členem strany).
V parlamentních volbách na v roce 2016 opět (již potřetí) kandidoval na 13. místě kandidátní listiny SaS, přičemž byl opět zvolen poslancem a stal se místopředsedou mandátového a imunitního výboru NR SR, členem Zahraničního výboru NR SR, náhradníkem ve výboru pro evropské záležitosti a náhradníkem Stálé delegace NR SR při parlamentním shromáždění OBSE. Kromě toho se stal také členem Osobitného kontrolného výboru na kontrolu činnosti SIS.
Ve volbách do orgánů samosprávných krajů na Slovensku 2017 byl zvolen předsedou Bratislavského samosprávného kraje (území Bratislavského kraje), když kandidoval s podporou SaS, OĽaNO, SMK-MKP, NOVA, OKS a Zmena zdola. Získal 36 864 hlasů (tj. 20,42 %) a vzhledem k jednokolové volbě bez nutnosti získat většinu hlasů tak byl do funkce zvolen. V parlamentních volbách v roce 2020 poté sice opět kandidoval na funkci poslance (tentokrát na desátém místě kandidátní listiny SaS), byl opět zvolen, ale mandátu se neujal s tím, že chtěl dle svých slov pouze podpořit kandidátní listinu strany. Ve volbách do orgánů samosprávných krajů na Slovensku 2022 funkci předsedy Banskobystrického kraje obhajoval, tentokrát s podporou SaS, PS a bratislavské komunální strany Team Bratislava. Ve volbách drtivě vyhrál se ziskem 63,6 % hlasů (tedy téměř 137 tisíc hlasů).
Droba poté již celkem popáté kandidoval v parlamentních volbách, tentokrát v roce 2023. Figuroval na osmém místě kandidátní listiny SaS, opět byl zvolen poslancem (získal 13 482 preferenčních hlasů), ale mandátu se vzhledem k výkonu funkce předsedy samosprávného kraje opět neujal s tím, že stejně jako v roce 2020 chtěl jen podpořit kandidátní listinu SaS.